# Dr. Crippen lebt
Dr. Crippen lebt ist ein deutscher Kriminalfilm von Erich Engels aus dem Jahre 1958. Er knüpft inhaltlich an die Handlung des 1942 ebenfalls von Engels gedrehten Films Dr. Crippen an Bord u. a. mit Rudolf Fernau und René Deltgen an, der auf dem realen Kriminalfall um den Mörder Dr. Hawley Harvey Crippen basierte. Die Hauptrollen in diesem Film sind mit Elisabeth Müller und Peter van Eyck besetzt, tragende Rollen mit Fritz Tillmann, Carl Lange, Günter Pfitzmann, Inge Meysel und Katharina Mayberg.

## Handlung
Einen Tag nach der Hinrichtung des Mörders Dr. Harvey Crippen findet die Polizei heraus, dass der Mann gar nicht Crippen, sondern dessen Assistent war. Crippen lebt und hat den Vorteil auf seiner Seite, dass niemand weiß, wie er aussieht. Die Polizei stellt daher ein internationales Ermittler-Team unter der Leitung von Kommissar Ferrier in Paris zusammen. Von der niederländischen Polizei wird Kommissar Steen nach Paris abgeordnet, und auch Scotland Yard und Interpol sind informiert.
Ferriers Aufmerksamkeit und die seiner Mitstreiter richtet sich auf die junge Medizinstudentin Fleur Blanchard. Deren Eltern waren von Crippen ermordet worden, weil dieser an das Geheimnis eines Heilserums gegen Schlangengift kommen wollte, an dem Fleurs Vater und Crippen gemeinsam geforscht hatten. Doch die Informationen über das Serum befinden sich nach wie vor in den Aufzeichnungen von Fleurs Vater und die Polizei vermutet, dass Crippen über die junge Frau an das Geheimnis herankommen will. Daher wird Fleur Blanchard nun auf Schritt und Tritt überwacht. Verschiedene Personen in Fleurs Umgebung geraten nacheinander in Verdacht, was zu einigem Unmut führt.
Dennoch gelingt Crippen beinahe ein Anschlag auf Fleur, der nur durch Zufall nicht das Mädchen, sondern deren Mitbewohnerin Maja trifft. Als Fleur nach Amsterdam reist, um dort den Nachlass ihres Vaters in Empfang zu nehmen, wird sie zur Sicherheit von Kommissar Steen begleitet. Dieser kann prompt in letzter Sekunde einen weiteren Mordversuch verhindern. Steen will Fleur nun auf einem Schiff im Amsterdamer Hafen, der „Kareia“, unterbringen, damit sie besser beschützt werden könne.
Durch ein zufälliges Gespräch Ferriers mit der niederländischen Polizeizentrale stellt sich aber jetzt heraus, dass der als Kommissar Steen auftretende Mann nicht der echte Steen sein kann und daher niemand anders als Dr. Crippen selbst sein muss. Crippen hatte den echten Steen ausgeschaltet und sich als Kommissar ausgegeben. Nunmehr schwebt Fleur auf der „Kareia“ in höchster Gefahr. Es kommt zum Showdown auf dem Schiff, wobei es letztlich gelingt, den Verbrecher zur Strecke zu bringen.

## Produktion, Veröffentlichung
Der Film wurde 1957 als Schwarzweißfilm von der Gyula-Trebitsch-Produktion der Real-Film GmbH (Hamburg) produziert und von der Europa-Filmverleih GmbH (Hamburg) erstverliehen. Im Jahre 1961 wurde er auch vom Progress Film-Verleih in der DDR lizenziert. Die Erstausstrahlung im Fernsehen war am 19. Oktober 1963 in der ARD zu sehen.
In die Kinos der Bundesrepublik Deutschland kam der Film am 20. Februar 1958, im Mai 1958 wurde er in Belgien und im Juli 1958 in Finnland veröffentlicht. In Dänemark und Schweden erschien er im Jahr 1959, in Italien 1960 und in der Deutschen Demokratischen Republik am 28. Juli 1961. In Frankreich wurde er im November 1964 in einer limitierten Ausgabe vorgestellt. Veröffentlicht wurde der Film zudem in Italien, in Portugal und im Vereinigten Königreich.
Alive gab den Film am 15. Februar 2013 im Rahmen der Reihe „Juwelen der Filmgeschichte“ auf DVD heraus.

## Kritik
Das Lexikon des internationalen Films konnte Dr. Crippen lebt nichts abgewinnen und schrieb: „Unrealistischer, platter Reißer, mit dem Erich Engels vergebens auf den Erfolg seines Kriminalfilms ‚Dr. Crippen an Bord‘ (1942) spekulierte. – Ab 16.“